# 康暦の政変
康暦の政変（こうりゃくのせいへん）は、南北朝時代の康暦元年（1379年）に室町幕府管領・細川頼之が失脚した政変である。

## 概要

### 背景
室町幕府2代将軍足利義詮の頃には守護同士が対立し、執事の細川清氏などは失脚した後に南朝に属して京都を奪還するなど幕政は不安定な状態にあった。清氏失脚後には斯波高経、義将父子が幕政を強権的に引っ張ったが、佐々木道誉との対立などから貞治の変で失脚する。義詮死去の直前には四国、中国地方で南朝側と戦っていた細川頼之が道誉など反斯波派の支持を得て管領に就任する。頼之は義詮の子で幼少の3代将軍足利義満を補佐し、半済令の試行（応安大法）や南朝との交渉、九州探題今川了俊の任命・九州派遣などの政策を実施するが、旧仏教勢力の比叡山と新興の禅宗南禅寺との対立においては南禅寺派を支持していたため比叡山と対立し、比叡山の強訴に屈服、南禅寺の住職春屋妙葩が隠棲して抗議するなど宗教勢力とも対立していた。
永和4年（1378年）、紀伊での南朝方の武将橋本正督の活動に対して、頼之は弟で養子の頼元を総大将として討伐軍を派遣するが、諸将が命令に従わず鎮圧に失敗。成長した義満は反頼之派の山名義理・氏清兄弟を派遣し、大和での軍事活動にも復帰した斯波義将や土岐頼康ら反頼之派を派遣した。永和3年（1377年）には義将の所領内の騒動が頼之の領地であった太田荘（現富山県富山市）に飛び火すると、頼之と斯波派、土岐氏、山名氏らの抗争が表面化し、頼之派から斯波派に転じる守護も現れた。

### 反頼之派の蜂起
康暦元年（1379年）に入ると、反頼之派は義満に対して頼之の排斥・討伐を要請し、近江で反頼之派に転じた佐々木高秀が挙兵した。中央進出への好機と見た鎌倉公方足利氏満がこれに呼応して軍事行動を起こそうとし、3月8日には関東管領上杉憲春が諌死する事件も起こる。それでも氏満は上杉憲方に出兵を命じるが、かねてから関東管領の地位を狙っていた憲方は伊豆まで兵を進めると密かに義満と交渉して関東管領任命の御内書を得ると直ちに鎌倉に帰還し、4月30日には氏満に迫って関東管領就任を認めさせた。一方、京都では4月13日に義満が義将らの圧力で高秀や頼康らを赦免すると、義将ら反頼之派は軍勢を率いて将軍邸の花の御所を包囲し（御所巻）、義満に頼之の罷免を迫った。そのため義満は閏4月14日に頼之を罷免、頼之は自邸を焼いて一族を連れて領国の四国へ落ち、その途上で出家した。

### 守護改替
政変後は大幅な守護改替が行われ、細川派から斯波派の大名への加増がほとんどであった。
- 越前：畠山基国→斯波義将
- 越中：斯波義将→畠山基国
- 伊勢：山名五郎→土岐頼康
- 摂津：細川頼元→渋川満頼
- 出雲：佐々木高秀→山名義幸
- 石見：荒川詮頼→大内義弘
- 隠岐：佐々木高秀→山名義幸
- 備後：今川了俊→山名時義
- 伊予：細川頼之→河野通堯
- 豊前：今川了俊→大内義弘
- 肥後：今川了俊→阿蘇惟村
- 日向：今川了俊→大友親世

## 政変後の状況
頼之の失脚後、後任の管領には義将が就任し、幕府人事が斯波派に塗り替えられ、春屋妙葩も復帰した。その後、斯波派と伊予の河野氏らの圧力で義満は頼之追討令を下すが、河野通堯が頼之に返り討ちに遭ったため追討は中止、翌年には頼之を赦免している。なお、この時に頼之の赦免に強硬に反対した山名時義が義満に対して不遜な振る舞いがあったとして討伐計画が検討されたものの実施されなかったという。そして、明徳2年（1391年）に頼之の弟の頼元を管領に任命し、頼之自身もその後見として幕政の中心に復帰させていることから、この政変は頼之からの自立を望んだ義満の提唱によって起こされたものと考えられる。また斯波氏・細川氏両派の抗争を利用し、相互に牽制させて守護大名の強大化を防ぐ狙いがあったとも考えられる。
一方、政変後、鎌倉公方の足利氏満は義満からの問責を受けたため、謝罪の使者として古先印元を派遣して許しを請い、5月2日に赦免を受けている。だが、翌年3月には氏満の幼少時代からの師であった義堂周信を義満が強引に京都に召し出し、義満の意向を受けた上杉憲方は氏満と周信を脅してこれを受け入れさせる有様であった。これ以後、氏満は将軍家や関東管領に対抗するために自らの勢力拡大を意図して小山氏の乱などを引き起こして関東・奥羽の有力大名を抑圧するようになり、永享の乱・享徳の乱まで続く鎌倉（古河）公方と足利将軍家及び関東管領上杉氏との対立の発端となった。
義満はこの政変の後、将軍直轄の軍事力である奉公衆を整備し、康応元年（1389年）に土岐頼康の甥康行を追討（土岐康行の乱）、明徳2年の明徳の乱においては山名氏を討伐、応永2年（1395年）に九州探題今川了俊を罷免、応永6年（1399年）の応永の乱においては大内義弘を追討して有力守護を弱体化させ、幕府の支配体制を固めていく。